# Tanjung Temiang
Tanjung Temiang is een bestuurslaag in het regentschap Ogan Ilir van de provincie Zuid-Sumatra, Indonesië. Tanjung Temiang telt 2040 inwoners (volkstelling 2010).